# ألكسندر بيتروفيتش
ألكسندر بيتروفيتش (بالصربية: Александар Петровић — Пикавац)‏ (8 سبتمبر 1914 في صربيا - 31 يوليو 1987 في صربيا) هو مدرب كرة قدم ولاعب كرة قدم صربي في مركز الهجوم، شارك في الألعاب الأولمبية الصيفية 1948. وشارك مع منتخب يوغوسلافيا لكرة القدم. أما مع النوادي، فقد لعب مع نادي تشوكاريتشكي ونادي جيلييزنيتشار ساراييفو ونادي فويفودينا ونادي يوغوسلافيا وFK Palilulac Beograd ‏.

## وصلات خارجية
- ألكسندر بيتروفيتش على موقع قاعدة بيانات كرة القدم.إي يو (الإنجليزية)
- ألكسندر بيتروفيتش على موقع ناشيونال فوتبول تيمز (الإنجليزية)
- ألكسندر بيتروفيتش على موقع عالم كرة القدم.نت (الإنجليزية)
- ألكسندر بيتروفيتش على موقع أوليمبيديا (الإنجليزية)